# Gare de Monéteau - Gurgy
Gare de Monéteau - Gurgy vasútállomás Franciaországban, Monéteau településen.

## Vasútvonalak
Az állomást az alábbi vasútvonalak érintik:
- Laroche-Migennes-Cosne-vasútvonal

## Kapcsolódó állomások
A vasútállomáshoz az alábbi állomások vannak a legközelebb:
- Gare de Laroche - Migennes
- Gare de Chemilly - Appoigny
- Gare d’Auxerre-Saint-Gervais